# Pittore di Andocide
Pittore di Andocide o Pittore di Andokides (᾿Ανδοκίδης) (fl. 530 a.C. / 515 a.C.) è il nome convenzionale assegnato ad un ceramografo attico, allievo di Exekias, attivo ad Atene, che prende il nome dal ceramista Andocide.

## Attività
La firma di quest'ultimo in quanto vasaio ci è giunta su nove vasi, cinque dei quali decorati da uno stesso artista che potrebbe essere Andocide stesso ma che viene chiamato appunto Pittore di Andocide. Un certo numero di vasi non firmati gli sono stati attribuiti su base stilistica.
Viene ritenuto, a seguito di uno studio di Ernst Langlotz, del 1920, che individuava l'affinità stilistica tra le sue figure e quelle scolpite per il fregio del Tesoro dei Sifni, uno dei primi artisti ad impiegare la tecnica a figure rosse, forse lo stesso inventore, benché utilizzasse comunemente tecniche diverse: figure nere, ceramica bilingue, e una tecnica unica e sperimentale in cui le figure rosse sono risparmiate su un fondo bianco (la si può osservare nell'anfora del Louvre F 203).
Tra i temi più frequentemente impiegati troviamo episodi mitologici legati ad Eracle, come nella nota anfora di Monaco con Eracle e Atena, o quella al Museum of Fine Arts di Boston (99. 538). Dipinse anche soggetti dionisiaci e scene di palestra.

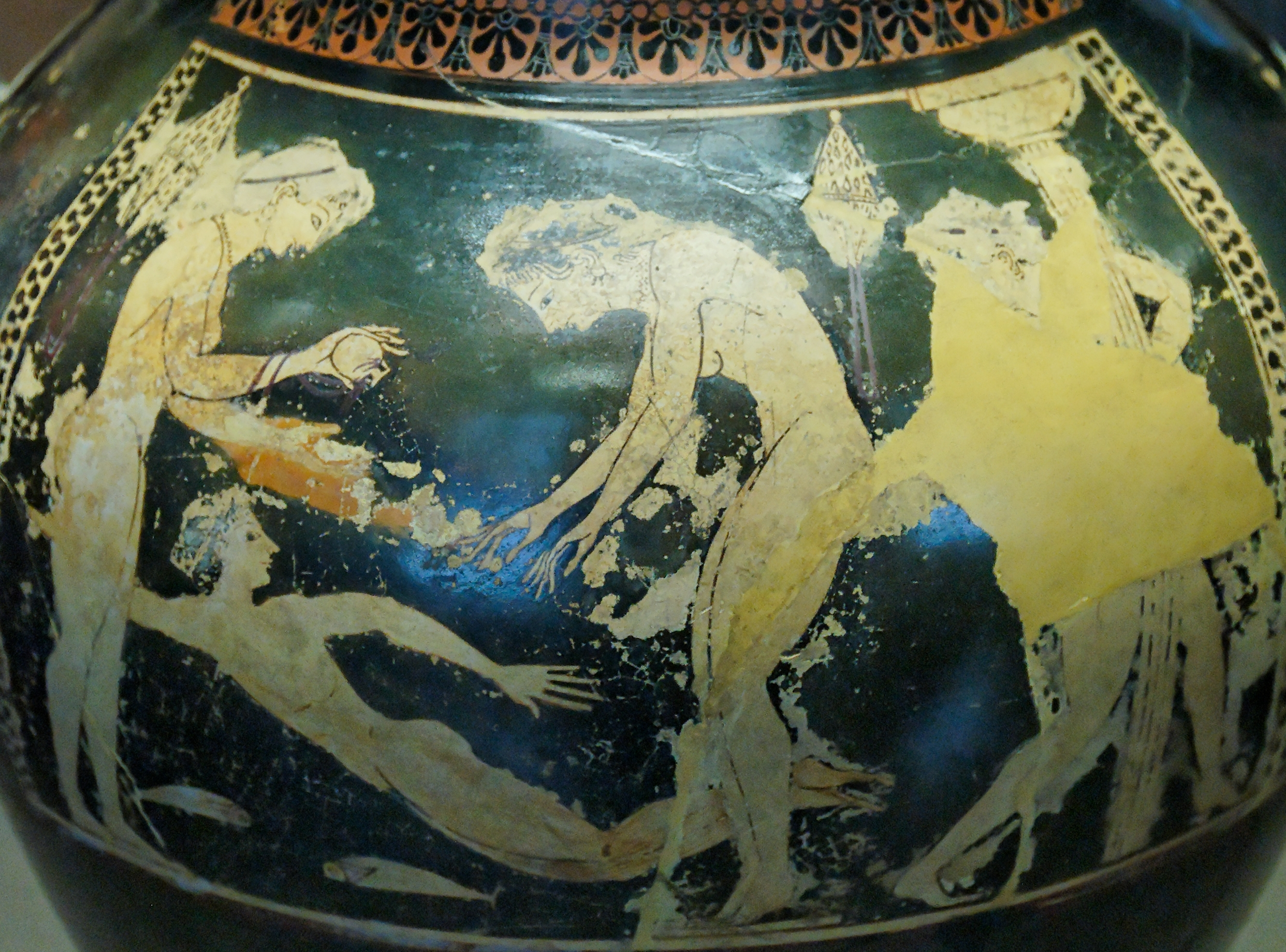
Pittore di Andocide, anfora a figure rosse su fondo bianco, Museo del Louvre F203.

I lavori a figure rosse del Pittore di Andocide mostrano agevolmente l'evoluzione nel controllo della nuova tecnica e la sempre maggiore confidenza nell'utilizzo della stessa, sempre confinata tuttavia entro un orizzonte decorativo ancora appartenente alle tradizionali figure nere che non lasciava spazio alle nuove potenzialità offerte. Le scene sono ricche di movimento, ma con figure principali compatte e isolate; vesti, pelli e capelli sono finemente caratterizzati. Le sue figure risultano comunque plastiche ed espressive, capaci di sfruttare l'alternanza e l'equilibrio tra chiari e scuri e diedero una prima impronta al successivo sviluppo delle figure rosse attiche attuato dai migliori esponenti del cosiddetto Gruppo dei pionieri.
L'attribuzione al pittore di Lisippide delle scene a figure nere sulle anfore bilingui del Pittore di Andocide è incerta.